# Radiation (musikalbum)
Radiation är Marillions tionde studioalbum. Utkom i september 1998 och är deras andra på skivbolaget Castle.

## Bakgrund
Marillion producerade albumet själva, och ändrade deras stil till mer alternativ rock. En stor del av bandets lyssnare klagade på albumets ljudbild, och även trummisen Ian Mosley och gitarristen Steve Rothery var missnöjda med Stewart Everys slutmix. Radiation mixades sedan om 2013 av Michael Hunter. 
"These Chains" släpptes som singel och musikvideo, och på B-sidan fanns en Radiohead-cover på "Fake Plastic Trees" som Marillion spelade på en akustisk konsert i Oswestry.
En kort Europaturné efterföljde, där Marillion spelade på Pusterviksteatern i Göteborg 19 september 1998.

## Låttitlar[7]
1. Costa Del Slough  1:27
2. Under The Sun  4:10
3. The Answering Machine  3:47
4. Three Minute Boy  5:59
5. Now She'll Never Know  4:59
6. These Chains  4:49
7. Born To Run  5:12
8. Cathedral Wall  7:19
9. A Few Words For The Dead  10:32